# Schönherz Kollégium
A  Schönherz Kollégium a Budapesti Műszaki és Gazdaságtudományi Egyetem (BME) Villamosmérnöki és Informatikai Karának (VIK) kari kollégiuma.

## Története
A kollégium története jóval az Irinyi úti épület megépülése előtt kezdődött, közössége már az első villamos kari hallgatókat befogadó épületben, a Várban formálódni kezdett. A Szentháromság tér 6. szám alatt a Pénzügyminisztérium (volt és leendő) épülete 1954-1981 között szolgált villamoskari hallgatók szálláshelyéül – a diákotthon a kollégiumi címet csak 1962-ben nyerte el. A Budapest Hilton Szálló 1977-es megépülése miatt 1976-ban a Vár egyik szárnyát ki kellett lakoltatni, így a kollégisták két épületbe kényszerültek: egy részük az épp akkor elkészült Kruspér utcai kollégiumban kapott szálláshelyet. Ebben az időszakban nagy hangsúlyt fektettek a kollégium egységének megőrzésére, mely az egymástól távol eső épületek miatt igen nehéz feladatnak bizonyult.
Közben 1976-ban megkezdődött az új toronyépület kialakítása 300 millió forintos kerettel Finta József tervei alapján, 1981. szeptemberi átadási határidővel. A leendő lakók komoly küzdelmet folytattak az Irinyi és a Budafoki út sarkán magasodó épület tervezőjével és kivitelezőivel az épület kollégiumi jellegének kialakításáért. 1981 augusztusában nemzetközi építőtábor keretein belül a kollégium kitakarításában és bebútorozásában is nagy szerepet vállaltak, melyet aztán szeptemberben végre birtokba vehettek. A kollégiumot Schönherz Zoltán egykori kommunista elektromérnökről nevezték el. Tetején többek között analóg televízió átjátszóadót helyeztek el (UHF 33 és 39 csatorna), amely a földi sugárzás digitalizációjáig, 2013. július 31-ig üzemelt.

## A kollégium ma
A BME összesen nyolc karán mintegy 18 ezer hallgató folytat tanulmányokat, ebből a VIK több mint 6000 hallgatót mondhat magáénak. Az egyetemnek számos kollégiuma van, ez volt az egyik olyan, amelyben csak egyetlen kar hallgatói laknak. 2010/2011 őszi félévtől ez már nem igaz, egy teljes szintet építészmérnök hallgatók kaptak.

### Közösségi és kulturális élet
A Schönherz-be felvételiző diákok már idekerülésük előtt részeseivé válnak az aktív közösségi életnek a gólyatábor keretében. A mozgalmas napok az egyetem alatt is folytatódnak, számos kulturált kikapcsolódást nyújtó kör mellett fergeteges bulik is helyet kapnak a falak között, és persze nem feledkezhetünk meg a számítógép mellett elpuhuló generációt megmozgató Diák Sport Kör (DSK) tevékenységéről sem. A kollégiumi élet egyik jelentős állomása a szinte mindenkit megmozgató, 1972 óta évente megrendezett Schönherz Qpa (röviden: SCH QPA), melynek részesei feledhetetlen élményekkel és történetekkel gazdagodnak. A közkeletű "Qpakoli" elnevezés ennek köszönhetően ragadt a kollégiumra. Az épület tövét a kupák során készített mókás aszfaltrajzok veszik körbe.
A kollégium fontos része a több évtizedes szakmai öntevékeny köröket egyesítő Simonyi Károly Szakkollégium. A kollégium és a kar életében jelentős az elsőévesekkel aktívan foglalkozó seniorok szerepe. A közösségi élet elektronikus fóruma a Profil és Körök (PéK).
A Szentháromság téri régi kollégiumban működött a „Vár Klub”, amely az épület előcsarnokában heti rendszerességgel élőzenés, táncos rendezvényekre („bulikra”) adott módot. A Schönherz utcába való átköltözés után ez az intézmény a régi rendezőgárdával, átmenetileg „Új Várklub” néven működött. Idő múltával az „új” jelzőt elhagyták, jelenleg (2022) ismét „Vár Klub” (vagy „Várklub”) néven működik.

### Szakmai élet
A kollégium lakóinak jelentős része azt tanulja, ami egyben hobbija is, ennek köszönhetően az egyetemi előadásokon túl a kollégiumban is gyakran szakmába vágó tevékenységet űznek. A hasonló érdeklődésű emberek sokasága különféle szakmai körökbe tömörül, melyeket a Simonyi Károly Szakkollégium illetve a KSZK fog össze.
A szakkollégiumhoz tartozó, több évtizedes múlttal rendelkező körök, és fiatalabb társaik: A hangtechnikával foglalkozó AC Studio & Live Archiválva 2019. szeptember 3-i dátummal a Wayback Machine-ben, a saját TV-s stúdióval rendelkező Budavári Schönherz Stúdió, a HA5KFU Archiválva 2019. augusztus 21-i dátummal a Wayback Machine-ben hívójelet illetve nevet viselő rádióamatőr klub, a kollégisták számára elektronikai eszközöket, illetve labort biztosító Schönherz Elektronikai Műhely Archiválva 2020. december 17-i dátummal a Wayback Machine-ben (SEM), a kollégiumi és más rendezvények fotózásáért felelős SPOT fotókör, a UI, UX, illetve digitális designnal foglalkozó Schönherz Design Stúdió, a Lego kör mely robotikával, illetve többek közt alternatív irányítási módszerekkel, űrtechnológiával és mesterséges intelligenciával foglalkozó, projektorientált  kör, és a Kir-Dev webfejlesztő csapat. A szakkollégiumban folyamatosak az előadások, félévente több párhuzamos tanfolyam is folyik, illetve éves szinten megszervezik Simonyi Konferenciát mely Magyarország legnagyobb, kizárólag egyetemi hallgatók által rendezett szakmai rendezvénye. 
A KSZK-hoz tartozó informatika orientált körök: A DevTeam mely a reszort szoftverfejlesztő köre, a Hallgatói Tudásbázis mely a hallgatók mindennapi életéhez elengedhetetlen VIK Wikit üzemeltető, adminisztráló és fejlesztő kör, a NETeam mely a A NETeam a kollégiumi hálózati infrastruktúra üzemeltetésével és fejlesztésével foglalkozik, a SecurITeam mely a biztonsággal foglalkozó kör, legyen szó akár szoftveres, akár hardveres biztonságról, és végezetül a Sysadmin akik üzemeltetik és fejlesztik a KSZK-ban használt szervereket, a kollégiumban működő, IT-szolgáltatásokat nyújtó infrastruktúrát.

## Felújítás
2007 májusában kezdődött és egy évig tartott a kollégium felújítása. A tesztlakók 2008 májusában költözhettek be, a kar hallgatói 2008 szeptemberében vehették teljesen birtokba az épületet. A rekonstrukció PPP (Public-private partnership) típusú, azaz magántőkéből valósult meg. Cserébe az építő (Hérosz Zrt.) megkapta az üzemeltetési jogot 20 évre.
A kollégistáknak 2007 márciusában kellett elhagyniuk az épületet, és az egyetem több kollégiumában szétszórva kaptak elhelyezést: a Kármán Tódor Kollégiumban, a Vásárhelyi Pál Kollégiumban, a Tétényi úti kollégiumban, valamint a Terminus Hotelben.

## Az épület adatai, jellemzői
Az épületet Finta József Ybl-díjas építész tervezte.
Paraméterei:
- Férőhely: 1054 fő.
- A telek alapterülete: 3277 négyzetméter.
- Az épület alapterülete: 1062 négyzetméter.
- Magassága: 67 méter

Az épület 20 szintes, ebből 17 hallgatói lakószint, emeletenként 16 négyszemélyes szobával (64 fő). Egy lakószoba 20,3 négyzetméter, ebben előszoba, mosdó és fürdőszoba van kialakítva. A második emeleten orvosi rendelő, betegszobák, vendégszobák kaptak helyet; az első emeleten nagyterem, a stúdió és a KSZK (a Kollégiumi Számítástechnikai Kör) helyiségei, valamint a Hallgatói Képviselet irodája található, a földszinten a nagyterem, és irodák vannak, az alagsorban pedig konditerem, nagykonyha, valamint műszaki jellegű és raktárhelyiségek sorakoznak.
Lakószintenként a szobával azonos méretű tanulók, főzőkonyhák, klubszobák vannak.
A Google Earth programban megtalálható az épület térbeli változata a 3D Warehouse fejlesztés keretében.